# Gaesischia mexicana
Gaesischia mexicana là một loài Hymenoptera trong họ Apidae. Loài này được LaBerge mô tả khoa học năm 1958.